# Jawalamukhi
Jawalamukhi é uma cidade e uma nagar panchayat no distrito de Kangra, no estado indiano de Himachal Pradesh.

## Demografia
Segundo o censo de 2001, Jawalamukhi tinha uma população de 4931 habitantes. Os indivíduos do sexo masculino constituem 52% da população e os do sexo feminino 48%. Jawalamukhi tem uma taxa de literacia de 77%, superior à média nacional de 59,5%: a literacia no sexo masculino é de 81% e no sexo feminino é de 73%. Em Jawalamukhi, 12% da população está abaixo dos 6 anos de idade.